# Gran Premi del Brasil del 1974
Resultats del Gran Premi de Brasil de Fórmula 1 de la temporada 1974, disputat al circuit d'Interlagos, el 27 de gener del 1974.

## Resultats
| Pos | No | Pilot                | Equip               | Voltes | Temps/ Retirada  | Pos. de sortida | Punts |
| --- | -- | -------------------- | ------------------- | ------ | ---------------- | --------------- | ----- |
| 1   | 5  | Emerson Fittipaldi   | McLaren - Ford      | 32     | 1h 24' 37. 06    | 1               | 9     |
| 2   | 11 | Clay Regazzoni       | Ferrari             | 32     | + 13.57 s        | 8               | 6     |
| 3   | 2  | Jacky Ickx           | Lotus - Ford        | 31     | + 1 Volta        | 5               | 4     |
| 4   | 18 | Carlos Pace          | Surtees - Ford      | 31     | + 1 Volta        | 12              | 3     |
| 5   | 33 | Mike Hailwood        | McLaren - Ford      | 31     | + 1 Volta        | 7               | 2     |
| 6   | 1  | Ronnie Peterson      | Lotus - Ford        | 31     | + 1 Volta        | 4               | 1     |
| 7   | 7  | Carlos Reutemann     | Brabham - Ford      | 31     | + 1 Volta        | 2               |       |
| 8   | 4  | Patrick Depailler    | Tyrrell - Ford      | 31     | + 1 Volta        | 16              |       |
| 9   | 24 | James Hunt           | March - Ford        | 31     | + 1 Volta        | 18              |       |
| 10  | 14 | Jean Pierre Beltoise | BRM                 | 31     | + 1 Volta        | 17              |       |
| 11  | 26 | Graham Hill          | Lola - Ford         | 31     | + 1 Volta        | 21              |       |
| 12  | 6  | Denny Hulme          | McLaren - Ford      | 31     | + 1 Volta        | 11              |       |
| 13  | 3  | Jody Scheckter       | Tyrrell - Ford      | 31     | + 1 Volta        | 14              |       |
| 14  | 15 | Henri Pescarolo      | BRM                 | 30     | + 2 Voltes       | 22              |       |
| 15  | 8  | Richard Robarts      | Brabham - Ford      | 30     | + 2 Voltes       | 24              |       |
| 16  | 37 | François Migault     | BRM                 | 30     | + 2 Voltes       | 23              |       |
| 17  | 19 | Jochen Mass          | Surtees - Ford      | 30     | + 2 Voltes       | 10              |       |
| Ret | 28 | John Watson          | Brabham - Ford      | 27     | Embragatge       | 15              |       |
| Ret | 9  | Hans Joachim Stuck   | March - Ford        | 24     | Transmissió      | 13              |       |
| Ret | 17 | Jean - Pierre Jarier | Shadow - Ford       | 21     | Frens            | 19              |       |
| Ret | 20 | Arturo Merzario      | Iso Marlboro - Ford | 20     | Accelerador      | 9               |       |
| Ret | 16 | Peter Revson         | Shadow - Ford       | 10     | Sobreescalfament | 6               |       |
| Ret | 10 | Howden Ganley        | March - Ford        | 8      | Encesa           | 20              |       |
| Ret | 12 | Niki Lauda           | Ferrari             | 2      | Motor            | 25              |       |
| Ret | 27 | Guy Edwards          | Lola - Ford         | 2      | Xassís           | 3               |       |

## Altres
- Pole: Emerson Fittipaldi 2' 32. 97

- Volta ràpida: Clay Regazzoni 2' 36. 05 (a la volta 26)